# Brudziec zwyczajny
Brudziec zwyczajny, brudziec pospolity (Rhyparochromus vulgaris) – gatunek pluskwiaka z podrzędu różnoskrzydłych i rodziny brudźcowatych. Eurybiont, pierwotnie o zasięgu palearktycznym, w XXI wieku zawleczony do nearktycznej Ameryki Północnej. 

## Taksonomia
Gatunek ten został opisany po raz pierwszy w 1829 roku przez Samuela Petera Schillinga pod nazwą Pachymerus vulgaris.

## Morfologia
Pluskwiak o owalnym, wydłużonym ciele długości od 6,9 do 8,1 mm. Czarna, trójkątna w zarysie głowa zaopatrzona jest w kuliste oczy złożone i stosunkowo długie, czarne, czasem z brązowymi nasadami dosiebnych członów czułki. Przedplecze w przedniej części jest czarne, natomiast w tyle jasne z czarnym punktowaniem i parą białych, trójkątnych plam, co odróżnia ten gatunek od brudźca sosnowego i R. phoenicus, u których przedplecze jest całe ciemne. Ubarwienie tarczki jest czarne. Półpokrywy mają kolor szarobrązowy z czarnym punktowaniem; w przedniej ich części wzdłuż krawędzi wewnętrznej biegnie czarna linia, zaś w tylnej części leży czarna plamka, za którą powierzchnia jest zazwyczaj białawo rozjaśniona i niepunktowana. Na wierzchołku czarnej zakrywki widnieje jasna plamka, co również odróżnia brudźca zwyczajnego od sosnowego i R. phoenicus. Odnóża są wydłużone, czarne z żółtobrązowymi goleniami przedniej i środkowej pary, podczas gdy u b. sosnowego i R. phoenicus wszystkie golenie pozostają czarne.

## Biologia i ekologia
Gatunek eurytopowy, zamieszkujący różne tereny otwarte i półcieniste, m.in. skraje lasów, wrzosowiska, obszary uprawne, stanowiska ruderalne, a nawet ludzkie zabudowania. Spotykany jest przez cały rok, przy czym do rozrodu przystępuje wiosną. Osobniki dorosłe późnym latem lub jesienią zapadają w hibernację. W warunkach naturalnych wybierają szczeliny w martwym drewnie i pod odstającą korą drzew, często tworząc na ten okres duże skupiska. Nierzadko zdarza im się zimować w zabudowaniach, zwłaszcza gospodarczych czy altanach działkowych, a wówczas mogą pozostawać aktywne przez całą zimę.
Pożywieniem tego pluskwiaka są soki wysysane z nasion różnych roślin, w tym: truskawki, pokrzyw, bylicy pospolitej, wiązów i topól. Uzupełniać może dietę małymi, zwłaszcza martwymi bezkręgowcami i nektarem.

## Rozprzestrzenienie
Owad pierwotnie palearktyczny, znany z niemal całej Europy, na południe sięgający Maroka i Algierii, a na wschód przez Azję Mniejszą, region Morza Kaspijskiego i Mongolię po Koreę. Na początku XXI wieku zawleczony został do nearktycznej Ameryki Północnej (północno-zachodnie Stany Zjednoczone), jak również rozszerzył zasięg europejski o północne rejony Skandynawii i Wielką Brytanię.